# Elena Antoci
Elena Antoci, nata Buhăianu, divorziata Iagăr (16 gennaio 1975), è un'ex mezzofondista rumena.

## Palmarès

### Europei indoor
- 2 medaglie:
  - 1 oro (Madrid 2005 nei 1500 m piani)
  - 1 argento (Vienna 2002 nei 1500 m piani)

### Giochi della Francofonia
- 1 medaglia:
  - 1 oro (Ottawa-Hull 2001 nei 1500 m piani)